# Floe
Floe – czwarty album studyjny polskiej grupy muzycznej Moonlight. Wydawnictwo ukazało się 20 kwietnia 2000 roku nakładem wytwórni muzycznej Metal Mind Productions. Jako bonus na płycie znalazł się teledysk do utworu "List z raju". Nagrania zostały zarejestrowane we wrocławskim studiu Fonoplastykon we współpracy z producentem muzycznym Marcinem Borsem.

## Lista utworów
Opracowano na podstawie materiału źródłowego.
1. "Tabu" (sł.: Potasz; muz.: Potasz, Kutys, Konarska) - 4:43
2. "Lekarstwo na sen" (sł.: Potasz; muz.: Potasz, Kutys, Konarska) - 5:24
3. "List z raju" (Bonus) (sł.: Potasz; muz.: Potasz, Konarska) - 5:04
4. "Taniec ze śmiercią" (Bonus) (sł.: Potasz; muz.: Potasz, Konarska) - 2:41
5. "Meren Re (Akt ostatni)" (sł.: Potasz; muz.: Potasz, Konarska) - 4:11
6. "Meren Re (Dobranoc)" (Bonus) (sł.: Potasz; muz.: Potasz, Konarska) - 7:29
7. "..." (muz.: Potasz, Konarska) - 2:28
8. "Obsesja" (sł.: Potasz; muz.: Potasz, Kutys, Konarska) - 4:33
9. "Shadizar" (sł.: Potasz; muz.: Potasz, Konarska) - 7:12
10. "Kiedy myśli mi oddasz" (sł.: Potasz; muz.: Potasz, Konarska) - 4:37
11. "Kochanka" (sł.: Potasz; muz.: Potasz, Konarska) - 3:45
12. "Nic w życiu nie zdarza się przypadkowo" (sł.: Potasz; muz.: Potasz, Konarska) - 2:00

## Twórcy
Opracowano na podstawie materiału źródłowego.
| - Maja Konarska – śpiew - Andrzej Kutys – gitara - Paweł Gotłas – gitara basowa - Daniel Potasz – instrumenty klawiszowe | - Maciej Kaźmierski – perkusja - Marcin Bors – produkcja muzyczna - Beata Bobel – zdjęcia - Tomasz „Graal” Daniłowicz – okładka, oprawa graficzna |